# Excavanus angustus
Excavanus angustus är en insektsart som beskrevs av Delong 1946. Excavanus angustus ingår i släktet Excavanus och familjen dvärgstritar. Inga underarter finns listade i Catalogue of Life.